# 단강황귀비
단강황귀비 타타랍씨(端康皇貴妃 他他拉氏, 1873년 1월 15일 ~ 1924년 9월 24일)는 중국 청나라 제11대 군주 광서제의 측실(側室)이며, 만주 양홍기(鑲紅旗) 출신이다. 본래의 칭호는 근비(瑾妃)이다. 광서제의 다른 후궁 진비(珍妃)는 동복 여동생이다. 시호는 온정(溫靖)이다.

## 생애
그녀는 16세 시절이던 1889년 광서제의 후궁으로 간택되었는데 광서제와의 사이에서 자녀는 없었으며 광서제가 붕어(崩御)한 이후 청나라 제12대 황제 선통제 시대에도 선통제 푸이(宣統帝 溥儀)의 공경을 받는 등 청나라 황실 여인의 원로로서 예우되었다.
1912년 부의 즉위 후 겸조황고근귀비(兼祧皇考瑾貴妃)의 존호를 받았다. 1913년 3월에는 단강황귀태비(端康皇貴太妃)의 존호를 받았다. 그는 자신의 조카 탕스샤가 푸이의 황후가 되기를 원했으나 탕스샤 대신 다른 여성을 푸이의 비빈으로 추천했다 한다. 대신 그는 몇년 뒤 푸이의 동생 푸제를 탕스샤에게 소개시켜 주었다. 1912년 신해혁명(辛亥革命)이 일어나며 청나라가 멸망하자 중화민국 즈리 성 베이징에서 중화민국 만저우 지방 펑톈 성 펑톈으로 퇴출 추방되었다가 1917년 중화민국 허베이 성 베이핑에 귀환하였지만 1920년에는 만성 폐렴에 걸려 투병하다가 4년 후 1924년 중화민국 허베이성 베이핑 쯔진청 융허 궁에서 그곳에서 향년 51세로 훙서(薨逝)하였다.
시신은 후에 숭릉내 비원침 동쪽, 먼저 죽은 여동생 진비의 묘 옆에 안치되었다. 시호는 온정황귀비(溫靖貴貴妃)인데, 1925년 9월 부의가 추서한 사시(私諡)이다.

## 같이 보기
- 각순황귀비
- 수장고륜공주
- 영수고륜공주
- 재의
- 부준
- 의비 곽락라씨
- 각혜황귀비
- 완귀비 색작락씨